# Indonesischer Friedhof (Dili)
Der Indonesische Friedhof in Dili (portugiesisch Cemitério Indonésio) ist der ehemalige Militärfriedhof der Streitkräfte Indonesiens in der osttimoresischen Landeshauptstadt. Sein indonesischer Name lautet Taman Makam Pahlawan Seroja (Lotus-Militärheldenfriedhof, nach der Operation Seroja). Er befindet sich an der Ecke Rua 12 de Novembro und Rua de  Santa Cruz in der Aldeia 7 de Dezembro (Sucos Santa Cruz, Verwaltungsamt Nain Feto). Gegenüber liegen der Santa Cruz-Friedhof und die Escola Portuguesa Ruy Cinatti.
Indonesische Soldaten, die bei der Invasion Dilis am 7. Dezember 1975 gefallen waren, wurden zunächst in Motael im Jardim da Paz Tugu Integrassi (Friedenspark des Integrationsdenkmals), dem heutigen Jardim 5 de Maio beigesetzt. Chinesischstämmige Timoresen mussten die Gräber ausheben und wurden anschließend erschossen. Erst später kamen die sterblichen Überreste auf den neuen Friedhof in Santa Cruz.
Der Militärfriedhof ist mit 697 Gräbern der größte seiner Art in Osttimor. Die Indonesier richteten in der Besatzungszeit (1975–1999) zwölf entsprechende Friedhöfe in verschiedenen Distrikten Osttimors ein, wo auch osttimoresische Sympathisanten einer Integration des Landes in Indonesien beigesetzt wurden. Insgesamt handelt es sich um 1124 Gräber. Viele Verwandte der Toten machen sich Sorgen über die zunehmende Verwahrlosung vieler dieser Friedhöfe und sprachen sich 2017 für eine Überführung der sterblichen Überreste nach Indonesien aussprachen. Hugo Maria Fernandes, Direktor des Centro Nacional Chega!, das sich um das Gedenken an die Besatzungszeit in Osttimor kümmert, sprach sich dagegen aus. Die Friedhöfe sollten eine Lehre für die nächste Generation sein, dass es zwischen den beiden Ländern eine Geschichte gibt. 2019 kündigte die Botschaft Indonesiens in Osttimor an, sich um die Renovierung der Friedhöfe zu kümmern. Die Leichname sollen in den Friedhöfen von Dili, Baucau und Atambua (im indonesischen Westtimor) zusammengeführt werden.